# NGC 5043
NGC 5043 في الفهرس العام الجديد، هو عنقود نجمي، يقع في كوكبة قنطورس. اكتشف في 7 يونيو 1837 . بواسطة جون هيرشل .

## روابط خارجية
- NGC 5043 على موقع ويكي سكاي: DSS2, SDSS, GALEX, IRAS, Hydrogen α, X-Ray, Astrophoto, Sky Map, Articles and images